# De Stijl
De Stijl is een Nederlandse kunstbeweging, vernoemd naar het in 1917 in Leiden opgerichte tijdschrift De Stijl. De belangrijkste leden van De Stijl waren Theo van Doesburg, Piet Mondriaan, Vilmos Huszár, Bart van der Leck, Antony Kok, J.J.P. Oud, Jan Wils, Robert van 't Hoff, Gerrit Rietveld en Georges Vantongerloo. De Stijl is vooral een project van kunstenaar en publicist Theo van Doesburg, de zelfbenoemde oprichter, redacteur en propagandist van De Stijl. 
De leden van De Stijl streefden naar een radicale hervorming van de kunst, die gelijke tred hield met de technische, wetenschappelijke en sociale veranderingen in de wereld. Deze hervorming bestond uit het gebruik van een minimum aan kleuren (primaire kleuren, gecombineerd met zwart, wit en grijs) en een zo eenvoudig mogelijke vormgeving (bij voorkeur volgens het orthogonaal stelsel). Hoewel er van het tijdschrift De Stijl nooit meer dan 300 exemplaren verkocht werden, had het een grote invloed op de kunst in Nederland en daarbuiten. Internationaal is De Stijl beter bekend onder de naam neoplasticisme of nieuwe beelding waarbij het vanaf de jaren 30 een centrale rol in de Europese avant-garde speelde.

## Geschiedenis

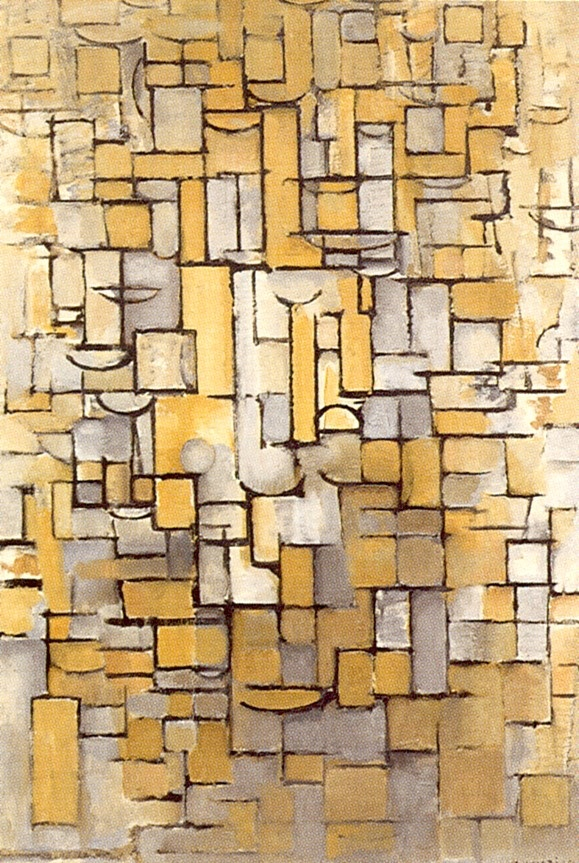
Piet Mondriaan. Compositie XIV. 1913. Eindhoven, Van Abbemuseum.

### Voorgeschiedenis
Aan de vooravond van de Eerste Wereldoorlog hield een groeiend aantal Nederlandse kunstenaars zich in meer of mindere mate bezig met abstractie. Zij werden hiertoe aangezet door het kubisme en het futurisme, maar vooral de Russische kunstenaar Kandinsky vond in Nederland veel weerklank. Toen in 1914 de Eerste Wereldoorlog uitbrak, bleef Nederland neutraal. Omdat het land vier jaar lang afgesneden was van de rest van Europa, konden de Nederlandse kunstenaars zich in die periode wat onafhankelijker ontwikkelen, los van de invloed die Parijs van oudsher op hen uitoefende. Zo was Piet Mondriaan toen de oorlog uitbrak toevallig in Nederland en kon hij niet terug naar zijn woonplaats Parijs. Daarnaast was Nederland een toevluchtsoord voor veel – met name Belgische – vluchtelingen, waaronder ook veel kunstenaars.
In deze setting ontstond bij Theo van Doesburg het verlangen een onafhankelijk tijdschrift op te richten om – naar eigen zeggen – ‘een nieuwe kunstuitdrukking te propageeren en [...] te verdedigen’. Van Doesburg was naast kunstschilder ook schrijver, dichter en recensent. Hij had echter meer succes met het schrijven over kunst dan als zelfstandig kunstenaar. Om dit tijdschrift op te richten wist Van Doesburg dat hij samen moest werken met andere, gelijkgestemde kunstenaars. De eerste met wie hij zijn plannen besprak was de experimentele dichter Antony Kok, met wie hij bevriend raakte tijdens zijn mobilisatie in Tilburg. In september 1915 werd Van Doesburg overgeplaatst naar Utrecht, waar hij contact legde met expressionistisch-abstracte schilders Erich Wichmann en Janus de Winter. In november 1915 had Van Doesburg vergevorderde plannen om samen met onder anderen Wichmann en Marius Brinkgreve een ‘artistiek tijdschrift’ op te richten. Niet lang daarna raakte Van Doesburg echter in onmin met Wichmann en werden de plannen stopgezet. Door deze ruzie verloor Van Doesburg belangrijke geldschieters, zoals de Amsterdamse bankier Alexander Hendrik Wertheim en de Rotterdamse koopman Anton Kröller. Dit werd echter goedgemaakt door de toezegging van een aanzienlijk bedrag door de Zwitserse kunstliefhebber Karl Friedrich Meyer-Fierz, die Van Doesburg in november 1916 leerde kennen.
Ondertussen was Van Doesburgs vriendenkring ingrijpend veranderd. Op 6 februari ontmoette hij Piet Mondriaan, later dat jaar gevolgd door Vilmos Huszár en Bart van der Leck. Terwijl Van Doesburg op dat moment nog vol bewondering was voor expressionisten als Kandinsky en Janus de Winter, waren deze schilders, ieder vanuit zijn eigen invalshoek, bezig de waarneembare werkelijkheid steeds verder te abstraheren. Bij Huszár ging dit nog alle kanten op, maar Mondriaan en Van der Leck zochten naar manieren om een zo groot mogelijke mate van harmonie in de schilderkunst te bereiken, langs beredeneerde weg. Dit was volgens hen alleen maar te bereiken via de toepassing van geometrische vormen als lijn, rechthoek en vierkant. Bij Mondriaan speelde kleur op dat moment geen rol meer. Bart van der Leck zag kleur echter als essentieel onderdeel van de schilderkunst, maar om de ideale harmonie te bereiken had hij genoeg aan de drie primaire kleuren: rood, geel en blauw.
Deze vier gelijkgestemde kunstenaars waren goed op de hoogte van elkaar en beïnvloedden elkaars werk. Huszár richtte zich bijvoorbeeld, daartoe aangezet door Van der Leck, op de toegepaste kunst, en Van Doesburg ging op zijn beurt bij Huszár te rade voor het maken van zijn eerste glas-in-loodraam. Huszár schreef Van Doesburg dat hij het verlangen had zich ‘te combineren’ met Van der Leck, Mondriaan en anderen, waarna Van Doesburg de groep ‘bewust abstracten’ of ‘werkelijk anderen’ oprichtte.

### Oprichting
Na een voorschot van ƒ 600,- ontvangen te hebben van Meyer-Fierz zag Van Doesburg kans om een tijdschrift voor de groep ‘bewust abstracten’ op te richten. Van dit geld richtte hij in december 1916 een atelier in Leiden in van waaruit hij mensen begon te polsen om voor het tijdschrift te schrijven. Op 19 mei 1917 had hij de toezegging van Mondriaan, Van der Leck en Antony Kok. Door de grote papierschaarste, waarvan tijdens de Eerste Wereldoorlog in Nederland sprake was, en het vinden van adverteerders, kwam het eerste nummer van De Stijl pas in november uit. Tot de eerste ‘medewerkers’ van De Stijl behoorden, naast Van Doesburg, Kok, Mondriaan, Huszár en Van der Leck, ook de architecten J.J.P. Oud en Jan Wils en de Italiaanse futurist Gino Severini. Later kwamen hierbij de architect Robert van 't Hoff, de Belgische beeldhouwer Georges Vantongerloo en de meubelmaker Gerrit Rietveld.
Nog voor het verschijnen van het eerste nummer lag De Stijl onder vuur. Op 19 september 1917 beweerde beeldend kunstenaar Dirk Roggeveen in het tijdschrift Holland Express dat Van Doesburg door de Duitse en Oostenrijkse regering betaald werd om de Duitse cultuur in Nederland te bevorderen ten koste van de neutraliteit van Nederland. J.J.P. Oud reageerde hierop door duidelijk te maken dat geen buitenlandse steun is gezocht en ontvangen en dat bijdragen van buitenlandse medewerkers niet werden geplaatst om nationalistische ideeën te ventileren, maar om het internationale karakter van de moderne kunst in de meest brede zin van het woord te bevorderen.

### Beginjaren
Aanvankelijk werd in De Stijl allerhande werk beschreven, dat volgens haar leden tot de ‘bewust abstract-beeldende werkwijze’ behoorde. Dit kon abstract werk zijn, maar ook figuratief werk van bevriende kunstenaars, zoals Peter Alma, Alexander Archipenko en Marthe Donas, werd besproken. Herhaaldelijk werd eigen werk gepubliceerd en werd het werk van andere leden besproken en met elkaar vergeleken. Het verschijnsel van de kunstenaar-criticus was toen relatief nieuw. De eerste ‘kunstenaars met de pen’ – zoals men dit destijds noemde – kwamen omstreeks 1912 voor. Publicaties over eigen werk en ideeën hielp kunstenaars zich beter te positioneren en te veranderen in ‘persoonlijkheden’. De tegenhanger van De Stijl – het tijdschrift Wendingen – volgde een vergelijkbare strategie.
Van het tijdschrift zijn waarschijnlijk nooit meer dan 300 exemplaren gedrukt. Het aantal abonnees bedroeg ongeveer 120. In oktober 1918 bedroeg de oplage 200; van 1920 tot 1922 250. Vergeleken met andere Nederlandse avant-gardetijdschriften was het bereik van De Stijl echter vrij groot. Het tijdschrift had opvallend veel abonnees in Japan.
Precies een jaar na het verschijnen van het eerste nummer van De Stijl, werd het eerste manifest gepubliceerd, dat – op Bart van der Leck, J.J.P. Oud en Gerrit Rietveld na – door alle leden ondertekend werd. Dit suggereert een grote mate van eenheid onder haar leden. De Stijl was echter geen homogene groep en heeft in heel haar bestaan slechts twee gemeenschappelijke tentoonstellingen georganiseerd: de architectuurtentoonstellingen in Galerie l'Effort Moderne en de École Spéciale d'Architecture, beide in Parijs. De kunstenaars kenden elkaar uiteraard wel, maar het grootste deel van de communicatie verliep via briefcontact. Mondriaan en Rietveld hebben elkaar bijvoorbeeld nooit ontmoet. Het feit dat De Stijl tegenwoordig als groep meer betekenis heeft dan als tijdschrift is vooral op naam te schrijven van Theo van Doesburg.
Gedurende haar hele bestaan was de redactie van De Stijl in de handen van Van Doesburg. In 1918 wilde de uitgever van De Stijl, C. Harms Tiepen, een aparte redacteur voor architectuur aanstellen. Van Doesburg was het hier niet mee eens en gaf het tijdschrift met ingang van de tweede jaargang in eigen beheer uit met financiële steun van Van 't Hoff. Omdat de redactie van De Stijl in handen was van één persoon, loopt de ontwikkeling van De Stijl niet helemaal synchroon aan het tijdschrift. De Stijl was geen kunstenaarsvereniging en kent als zodanig dus ook geen oprichtingsdatum. Om indruk te maken op mede-avantgardisten, werd de oprichting van De Stijl door Van Doesburg dan ook vaak naar 1916 geantedateerd. Bovendien was de propaganda naar de buitenwereld vrijwel geheel in handen van Van Doesburg, wat inhield dat hij grote invloed had op de koers van De Stijl en bepaalde wat tot De Stijl behoorde en wat niet.

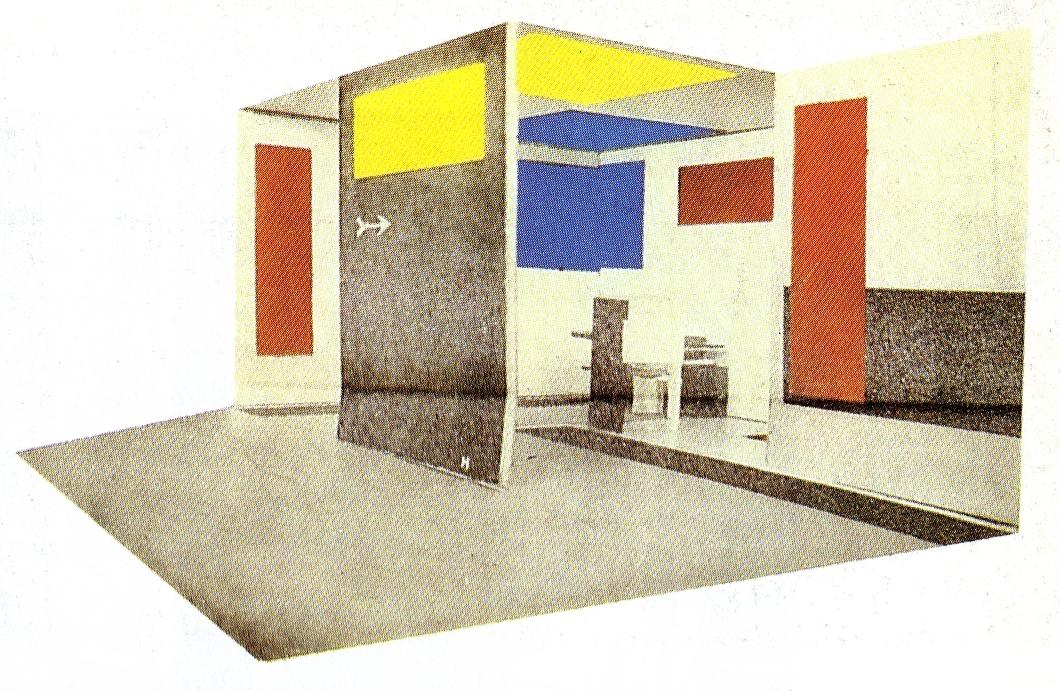
Gerrit Rietveld (maquette) en Vilmos Huszár (kleur). Maquette Ruimte-Kleur-Compositie voor de Juryfreie Kunstschau in Berlijn. Oktober 1923. Materiaal en afmetingen onbekend. Verdwenen.

Met name tijdens de beginjaren van 1917 tot 1922 hadden de ‘medewerkers’ van De Stijl duidelijk omlijnde uitgangspunten (zie Uitgangspunten). De sociaal-economische omstandigheden van de tijd waren een belangrijke inspiratiebron voor hun opvattingen. Men zag de modernisering van de maatschappij als iets onvermijdelijks en de moderne kunst als symptoom hiervan. Deze uitgangspunten werden gedeeld door de architecten die zich bij De Stijl aansloten. Nederland maakte vlak na de Eerste Wereldoorlog een woningcrisis door, waardoor architecten gedwongen waren efficiënter en dus soberder te bouwen. Ook waren zij van mening dat de kunst niet alleen een esthetische, maar ook een sociale rol te vervullen had.

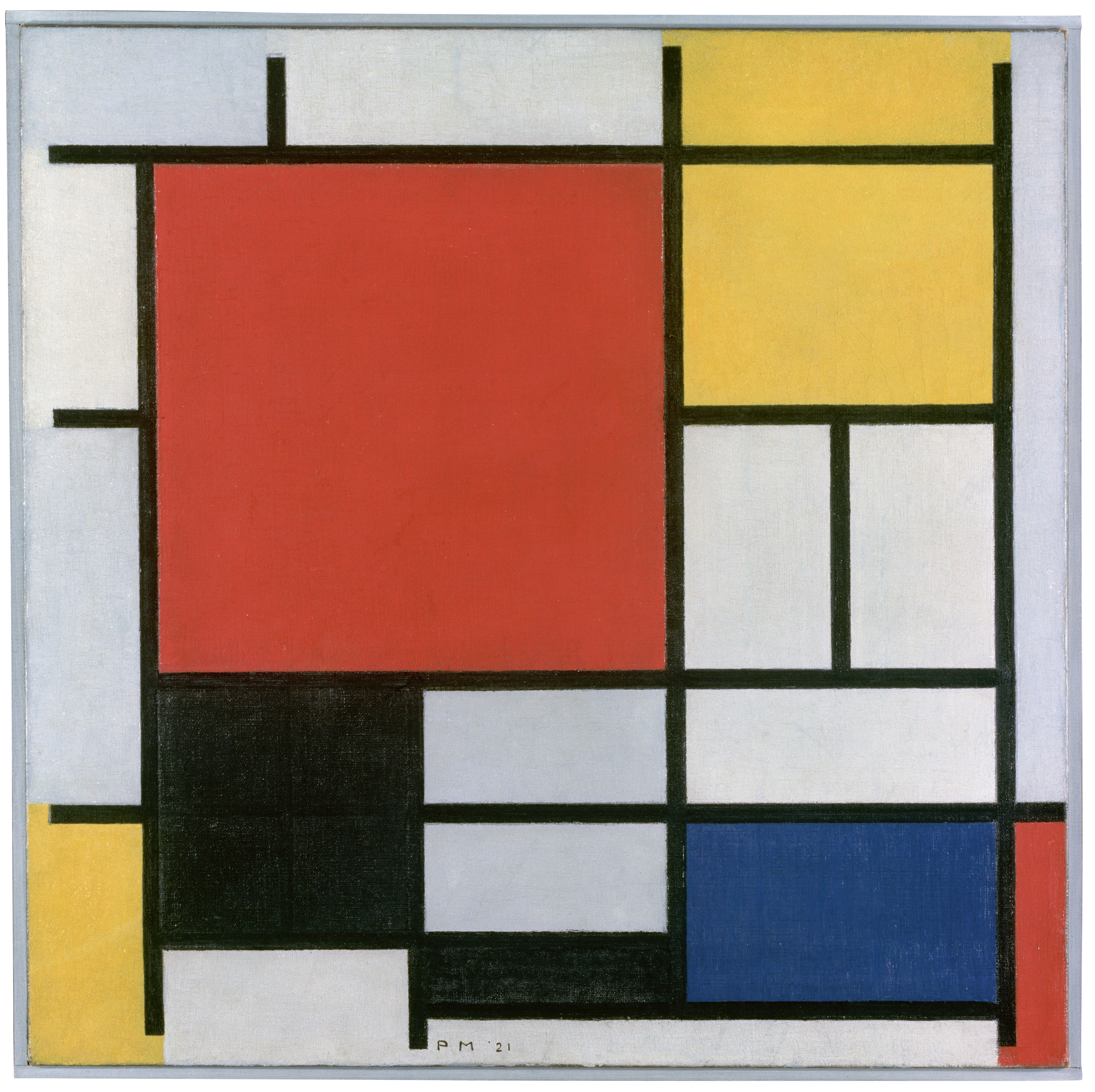
Piet Mondriaan. Compositie met groot rood vlak, geel, zwart, grijs en blauw. 1921. Den Haag, Gemeentemuseum Den Haag.

Om die reden sloten relatief veel communistische kunstenaars, waaronder Van 't Hoff en Rietveld, zich aan bij De Stijl. Ook streefde De Stijl in de beginjaren naar meer samenwerking tussen architecten en schilders. Vooral J.J.P. Oud liep hierin voorop. Zo nodigde hij Van Doesburg uit zijn architectonische ontwerpen van kleur te voorzien en vroeg hij Rietveld een modelwoning in een van deze ontwerpen te voorzien van meubels. Alleen Mondriaan hield zich wat dit betreft afzijdig. Hij noemde dit soort vermenging van schilderkunst en architectuur ‘de verkeerde uitvoering van ’t verkeerde begrip’.
De architecten en schilders hadden vaak echter verschillende ideeën over hoe deze samenwerking moest worden ingevuld. Dit leidde tot de nodige irritaties en meningsverschillen, waardoor een aantal leden de groep vroegtijdig verlieten. Voorjaar 1918 verliet Bart van der Leck de groep, vanwege een meningsverschil met Van Doesburg over de toepassing van vlakken en diagonale lijnen en omdat Van Doesburg zich kritisch uitliet over zijn vriend Peter Alma. Winter 1918/1919 werd Jan Wils geroyeerd als lid, nadat deze geschreven had voor het aan het Amsterdamse School verwante – en dus met De Stijl concurrerende – tijdschrift Levende Kunst. Toen Van Doesburg in najaar 1919 zijn belofte aan de schilder Chris Beekman om de door hem opgestelde petitie gericht aan de regering van Nederland en andere Europese landen voor een vrije uitwisseling van post naar en van de Sovjet-Unie, niet na kwam, was dit voor Beekman reden om zijn medewerking met de Stijl te stoppen. Ook Robert Van 't Hoff die bij het opstellen van de petitie nauw betrokken was geweest, zegde zijn samenwerking met Van Doesburg en De Stijl op. Toen Van Doesburg in november 1919, ondanks de afspraak onder de leden van De Stijl alleen nog gezamenlijk te exposeren, toch deelnam aan de Jaarbeurs voor Kunstnijverheid in Amsterdam, was de breuk met Van 't Hoff compleet.
In april 1920 verscheen het tweede manifest van De Stijl, waarin voor het eerst aandacht werd besteed aan de literatuur. Hierin werd het uitgangspunt van De Stijl, dat kunst niet verhalend moest zijn, ook toegepast op de literatuur. Deze niet-verhalende literatuur bestond uit klankdichten, dadaïstische poëzie en ‘abstracte’ romans. Werk van Antony Kok, Til Brugman en Kurt Schwitters werd regelmatig afgedrukt in De Stijl. Maar het grootste aandeel gedichten en verhalen in De Stijl was afkomstig van Van Doesburg. Omdat hij bang was dat zijn ‘nieuwe versbeelding’ voor veel ophef zou zorgen, publiceerde hij deze onder pseudoniem I.K. Bonset en later Aldo Camini. Mondriaan ondersteunde dit aanvankelijk, maar op 1 augustus 1922 beklaagde hij zich in een brief aan Oud over het almaar toenemende aandeel van I.K. Bonset in De Stijl. Pas na de dood van Van Doesburg werd bekendgemaakt dat deze twee heren alter ego's van hem waren.

### Internationalisatie
Tegen het jaar 1920 hadden de meeste leden de groep verlaten, terwijl de overgebleven leden niet of slechts sporadisch voor De Stijl schreven. De Stijl verkeerde dus in een crisis. Dit weerhield Van Doesburg er echter niet van De Stijl te blijven uitgeven en als coherente groep te presenteren. Van Doesburg concludeerde dat Nederland niet klaar was voor het nieuwe en dus richtte hij zich op het buitenland. Dit had onmiddellijk succes. In maart 1920 werd hij in het Parijse atelier van Mondriaan voorgesteld aan de Franse kunsthandelaar Léonce Rosenberg, die De Stijl uitnodigde een architectuurtentoonstelling te organiseren in zijn galerie in Parijs. Vervolgens reisde Van Doesburg in december 1920 naar Berlijn waar hij in het woonhuis van Bruno Taut voorgesteld werd aan de directie van het Bauhaus. Deze was onder de indruk van het werk van De Stijl en adviseerde Van Doesburg een bezoek te brengen aan het Bauhaus in Weimar. Van Doesburg vestigde zich vervolgens langere tijd in Weimar, vermoedelijk met het oog op een aanstelling als Meister. Er was binnen het Bauhaus op dat moment echter sprake van twee kampen, een ‘ambachtelijk’ kamp, dat als gevolg van de Eerste Wereldoorlog alle geloof in vooruitgang verloren had en terug wilde keren naar een pre-industriële samenleving, en een ‘modern’ kamp, dat de blik vooruit gericht had. Vanwege de felheid waarmee Van Doesburg tegen het ‘ambachtelijke’ kamp van leer trok, werd hij niet als docent aangesteld. Toch was hij zeer populair onder de aanhangers van het ‘moderne’ kamp, wat hem op het idee moet hebben gebracht buiten het Bauhaus om een Stijl-cursus te organiseren. Deze cursus zorgde voor een aanwas van het aantal leden van De Stijl, waaronder Karl Peter Röhl, Werner Graeff en Max Burchartz. Ook ontmoette hij in Weimar de Nederlandse bouwkunde-student Cornelis van Eesteren, met wie hij in 1923 de architectuurtentoonstelling van De Stijl organiseerde.
Deze tentoonstelling vond plaats in galerie L'Effort Moderne in Parijs en was begin 1924 opnieuw te zien in de École Spéciale d'Architecture. De quasi-officiële locatie van deze laatste tentoonstelling gaf in Nederland de indruk dat De Stijl in Frankrijk geaccepteerd was. Niettemin werd De Stijl, tot groot ongenoegen van Van Doesburg, uitgesloten van vertegenwoordiging van Nederland op de Exposition des Arts Décoratifs in 1925. Als gevolg hiervan ging Van Doesburg zijn internationalistische oriëntatie en reikwijdte sterk benadrukken, en intensiveerde hij zijn contacten met buitenlandse kunstenaars, onder andere met de Poolse avant-gardistische tijdschriften Blok en Praesens. Uit hun brieven uit de jaren twintig blijkt dat Van Doesburg en zijn Poolse collega's van plan waren om in Warschau een tentoonstelling van De Stijl te organiseren, gepaard met een lezing van Van Doesburg. Om financiële redenen bleek dat onmogelijk te zijn.

### Elementarisme
Ondertussen had Van Doesburg zich in de Parijse voorstad Clamart gevestigd, waar hij onder meer de schilders César Domela Nieuwenhuis en Friedrich Vordemberge-Gildewart leerde kennen, die zich als lid aansloten bij De Stijl. In Clamart ontwikkelde Van Doesburg een nieuwe manier van schilderen, als antwoord op de nieuwe beelding: het elementarisme. Deze stijl onderscheidt zich van de nieuwe beelding door naast orthogonale lijnen ook diagonale lijnen toe te passen. Dit resulteerde in een breuk met Mondriaan, die vast bleef houden aan de nieuw beeldende principes, waarna Mondriaan De Stijl verliet.
In 1927 vroeg Van Doesburg alle voormalige leden een bijdrage te leveren aan het 10-jarige jubileumnummer van De Stijl. In dit nummer, dat pas in 1928 verscheen, legt hij uit dat De Stijl volgens hem nooit bedoeld was als eindstadium, maar als ‘mouvement perpetuel’, een beweging die zich steeds verder ontwikkelde en zich steeds aanpaste aan zijn tijd, en dat hij zich daarom genoodzaakt zag een nieuwe weg in te slaan (het elementarisme), die minder dogmatisch en veelomvattender was. Waarschijnlijk probeerde hij met deze koerswijziging een breder draagvlak voor De Stijl te creëren. Veel succes had deze strategie echter niet. In 1928 verscheen het voorlopig laatste nummer van De Stijl, een nummer dat geheel aan de Aubette gewijd is, en in 1929 richtte Van Doesburg een nieuw tijdschrift op: Art Concret.

### Na de dood van Van Doesburg
In 1931 overleed Van Doesburg. Hierna werkten een groot aantal oud-leden van De Stijl nog één keer samen door in 1932 een nummer van De Stijl samen te stellen ter nagedachtenis aan Van Doesburg. Dit nummer, dat uitgegeven werd door Van Doesburgs weduwe, Nelly van Doesburg, wordt gezien als aanwijzing dat men Van Doesburg nog steeds als spil van de beweging zag. Veel oud-leden bleven de grondgedachten van de beweging ook na Van Doesburgs dood trouw. Zo bleef Rietveld meubels maken volgens de beginselen van De Stijl en ging Mondriaan door met het maken van neoplastische composities. Veel oud-leden werkten later in opdracht van warenhuis Metz & Co. Wat 't Binnenhuis was voor Berlage en zijn school was Metz & Co. voor De Stijl. Omstreeks 1930 trok dit winkelhuis verschillende moderne ontwerpers aan, waaronder Rietveld, J.J.P. Oud, Van der Leck en Huszár.

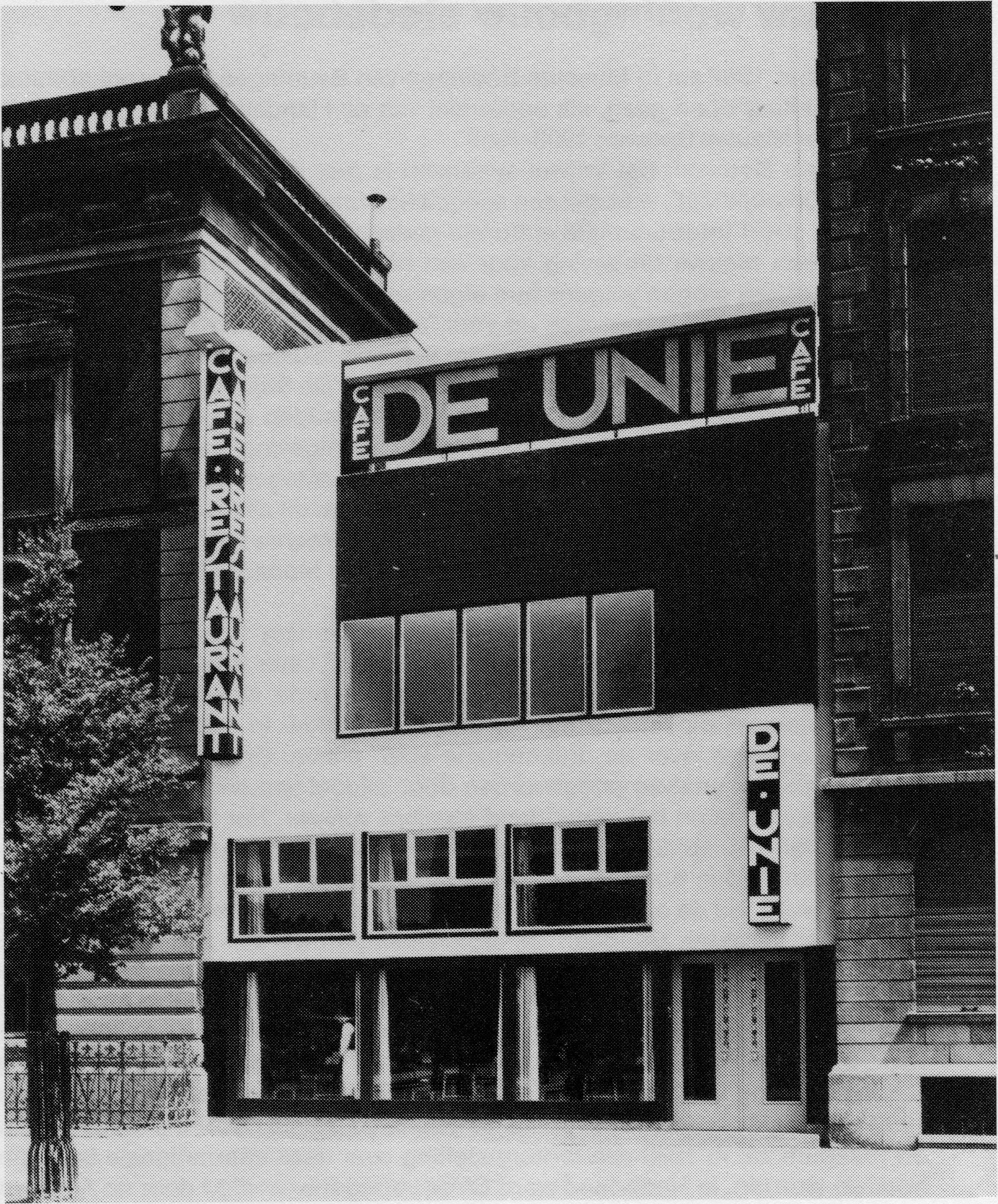
J.J.P. Oud. Café De Unie. 1925.

### Invloed op de architectuur
De invloed van De Stijl op de architectuur is tot ver na 1931 groot geweest. Onder anderen Ludwig Mies van der Rohe was een van de belangrijkste aanhangers van de principes en Rietveld bouwde tussen 1923 en 1924 het Rietveld-Schröderhuis, het enige bouwwerk dat volledig volgens de principes van De Stijl is neergezet. Twee fraaie voorbeelden van J.J.P. Oud zijn te vinden in Rotterdam: café De Unie aan de Mauritsweg en de directiekeet in het Witte Dorp.

### Invloed op de muziek
In de muziek is de invloed van De Stijl in het begin van de 20e eeuw alleen van belang geweest voor het werk van de componist Jacob van Domselaer. Hij maakte tussen 1913 en 1916 zijn Proeven van Stijlkunst, geïnspireerd op de kunst van (voornamelijk) Mondriaan. Nelly van Doesburg, die zich toen Pétro noemde, heeft deze pianostukken, waarin geprobeerd werd de op abstractie gerichte Stijl-principes in klank om te zetten, in de jaren twintig enige malen uitgevoerd. Van Domselaer is tijdens zijn leven relatief onbekend gebleven en speelde geen grote rol binnen de Stijl-groep.
Het derde bedrijf van de opera De Materie van de Nederlandse componist Louis Andriessen heet De Stijl, en heeft Mondriaan en De Stijl als onderwerp. De structuur van het stuk is gebaseerd op het schilderij Compositie met rood, geel en blauw (1927) van Mondriaan.
De Nederlandse sonoloog Roland Kuit onderzocht Mondriaans ideeën over klank middels machines. Hij bouwde met behulp van de computer dit soort virtuele machines om ruisen en ritmes te maken. Hiernaast inspireerde de architectuur van Gerrit Rietveld hem om een werk te maken op het Rietveld Paviljoen in het Kröller-Müller Museum, Otterlo.

## Uitgangspunten
Veel ideeën van De Stijl zijn afkomstig van Berlage, de geestelijk vader van de moderne architectuur in Nederland. Jan Wils werkte van 1914 tot 1916 voor Berlage en J.J.P. Oud werd aan het begin zijn loopbaan herhaaldelijk door Berlage gesteund. Ook was er even sprake van dat Berlage medewerker van De Stijl zou worden. De kunsthistoricus Paul Overy suggereert zelfs dat de naam De Stijl afkomstig is van een publicatie van Berlages grote voorbeeld Gottfried Semper, getiteld Der Stil. Veel ideeën van Semper zijn via Berlage overgedragen aan De Stijl, bijvoorbeeld de grote nadruk op wanden als vlak én als verdeler van ruimte en het principe van ‘eenheid in de veelheid’ (het besef dat gebouwen, meubels, beeldhouwwerken en schilderijen niet alleen als eenheden kunnen worden gezien, maar ook als assemblages van afzonderlijke elementen). Ook was het Berlage die Nederland na een bezoek aan de Verenigde Staten in 1911 bekend maakte met het werk van de Amerikaanse architect Frank Lloyd Wright. De ideeën van Wright vielen in vruchtbare aarde bij de architecten van De Stijl, niet in het minst vanwege ‘zijn mystieke tegenstelling tussen het horizontale en verticale, het uitwendige en inwendige, natuur en cultuur’.
Over het algemeen probeerden de leden van De Stijl vorm te geven aan de modernisering door middel van een zo groot mogelijke eenvoud en abstractie. Zowel in de architectuur als in de schilderkunst kwam men tot abstracte composities. De ideeën van de groep worden ook wel aangeduid met de naam nieuwe beelding, door toedoen van Mondriaan ook neoplasticisme genoemd. De belangrijkste stilistische kenmerken van de nieuwe beelding zijn:

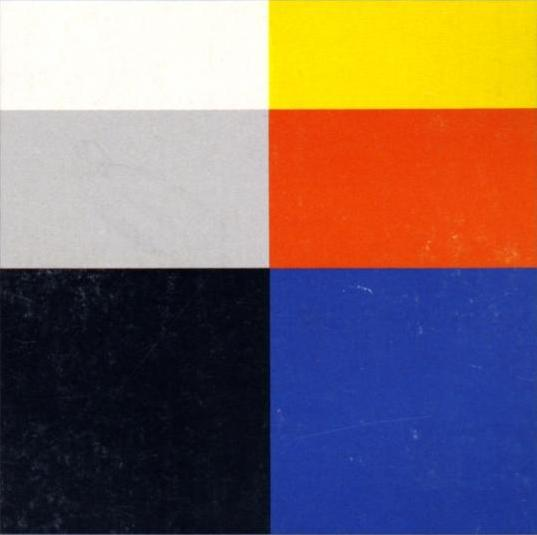
Theo van Doesburg. Het elementaire uitdrukkingsmiddel van de schilderkunst. 1924.

- Het terugbrengen van kunstwerken en ontwerpen tot hun meest elementaire vormen. De afzonderlijke elementen die zo overbleven, lijn, kleur en vlak, bijvoorbeeld, werden ‘beeldingsmiddelen’ genoemd.
- Kunstwerken en ontwerpen waarin deze ‘beeldingsmiddelen’ duidelijk herkenbaar zijn (vergelijkbaar met het ‘eenheid in de veelheid’-principe van Berlage).
- Weloverwogen, asymmetrische composities en ontwerpen.
- Toepassing van onvermengde, primaire kleuren en ‘neutrale’ kleuren wit, grijs en zwart.
- Kunstwerken en ontwerpen volgens het orthogonale stelsel, dat wil zeggen uitsluitend vlakken en lijnen in horizontale en verticale richting.

Daarnaast hielden de leden van De Stijl zich bezig met theorievorming en dachten zij na over de rol van kunst in de wereld. Hierbij ging men van het volgende uit:
- Utopisch geloof in de vooruitgang van de mens door middel van technische, wetenschappelijke en sociale verbeteringen.
- Geloof in de universaliteit van de dingen. Objectiviteit (het universele) zou het volgens de leden van De Stijl winnen van subjectiviteit (het individuele).

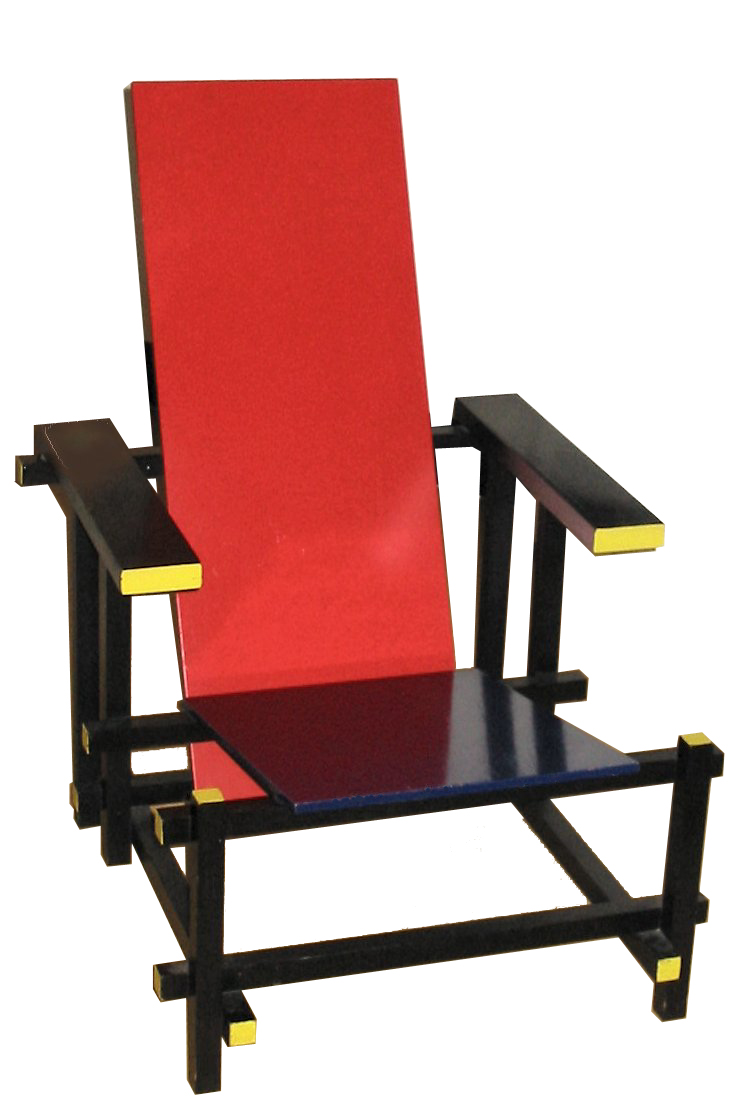
Rood-blauwe stoel

Er zijn echter opvallend weinig werken die aan alle kenmerking van de nieuwe beelding voldoen. Van Doesburg, bijvoorbeeld, paste nog tot 1920 naast primaire ook secundaire kleuren toe, terwijl Mondriaan de primaire kleuren vermengde met grijs en Huszár zelfs een heel scala van mengkleuren toepaste. Zelfs een van de meest bekende voorbeelden van De Stijl, Rietvelds Rood-blauwe stoel, is feitelijk een symmetrisch ontwerp, en werd pas omstreeks 1923 van primaire kleuren voorzien. Dit soort tegenstrijdigheden is opnieuw voor een groot deel op naam van Van Doesburg te schrijven. Rond 1925 begon men De Stijl op te nemen in overzichtswerken over 20e-eeuwse kunst en architectuur. Van Doesburg was zich hiervan bewust en deed het voorkomen alsof er meer eenheid was in De Stijl dan feitelijk het geval was. Zo kleurde hij zwart-wit reproducties in met zuivere primaire kleuren van ontwerpen die oorspronkelijk in secundaire kleuren uitgevoerd waren en probeerde hij publicatie van ontwerpen die volgens hem niet tot De Stijl behoorden tegen te houden. ‘Doesburg wilde ons overheersen, diktatortje spelen’, aldus Jan Wils. Helemaal succesvol was Van Doesburg niet hierin; veel werk van ex-leden, waaronder Ouds Café De Unie, heeft tegenwoordig een vaste plaats in de canon van De Stijl.

## Politiek
Vanwege haar anti-individualistische standpunt was De Stijl vooral tijdens de beginjaren in politiek opzicht nauw verwant aan het communisme. Huszár, Wils en Van 't Hoff waren lid van de Communistische Partij van Nederland. Rietveld was lid van de Utrechtse afdeling van de radicale Filmliga en Van Doesburg sloot zich in 1919 aan bij de Bond van Revolutionair-Socialistische Intellectuelen. Maar er was ook een ander geluid binnen De Stijl. J.J.P. Oud en Mondriaan, bijvoorbeeld, sloten zich bewust bij geen enkele politieke stroming aan en ook Bart van der Leck vond dat de kunstenaar zijn politieke idealen uitsluitend via zijn werk moest uitdragen. In 1921 publiceerde Van Doesburg het derde manifest van De Stijl, getiteld ‘Tot een nieuwe wereldbeelding’, waarin hij zich openlijk van het socialisme distantieerde.

## Overzicht van kunstenaars van De Stijl
Omdat het tijdschrift De Stijl niet helemaal synchroon loopt aan De Stijl als groep bestaat er onduidelijkheid over het aantal leden. In de literatuur wordt het aantal vaste leden over het algemeen beperkt tot de volgende negen leden:
- Theo van Doesburg
- J.J.P. Oud
- Piet Mondriaan
- Vilmos Huszár
- Bart van der Leck
- Jan Wils
- Robert van 't Hoff
- Georges Vantongerloo
- Gerrit Rietveld

Overige leden zijn Antony Kok, Chris Beekman, Peter Alma, Cornelis van Eesteren en César Domela Nieuwenhuis, maar ook Willem van Leusden en Ludwig Mies van der Rohe worden door Van Doesburg als lid van De Stijl genoemd. Een aantal leden had weinig met De Stijl gemeen, maar wordt zo genoemd omdat ze voor De Stijl schreven, zoals Severini, of omdat Van Doesburg hen bewonderde, zoals El Lissitzky, Hugo Ball, Jean Arp en Constantin Brâncuşi. Andere kunstenaars, die nauw aan De Stijl verwant waren, zoals Sophie Taeuber-Arp en Karl Peter Röhl worden niet als leden genoemd. De enige vrouw, die Van Doesburg als lid van De Stijl noemt, is Truus Schröder-Schräder, die een belangrijke rol speelde bij de totstandkoming van het Rietveld Schröderhuis.

## De Stijl tegenwoordig
De Stijl wordt tegenwoordig gezien als een van de belangrijkste Nederlandse bijdragen aan de kunst. De ironie is dat de leden van De Stijl een 'internationale stijl' wilden scheppen terwijl door veel mensen De Stijl juist als typisch Nederlands wordt gezien. De werken van de leden van De Stijl zijn over de wereld verspreid en er worden nog regelmatig Stijl-tentoonstellingen georganiseerd.
Sinds 2011 heeft het Gemeentemuseum in Den Haag, dat wereldwijd de grootste collectie Mondriaans in zijn bezit heeft, een permanente tentoonstelling over de Stijl. Verder is de Stijl vertegenwoordigd in het Stedelijk Museum in Amsterdam, waar veel werk van Rietveld en Van Doesburg te zien is, het Rijksmuseum, waar een afdeling is gewijd aan De Stijl (en aan Wendingen) en het Centraal Museum in Utrecht dat als dependance het Rietveld-Schröderhuis in beheer heeft en wereldwijd de grootste collectie heeft van zijn meubels.
In Leiden is in het wegdek voor het pand Kort Galgewater 3, waar Van Doesburg van april 1917 tot juni 1920 zijn atelier had en vanwaaruit hij vanaf oktober 1917 het tijdschrift De Stijl redigeerde, een mozaïek aangebracht dat het beeldmerk van het tijdschrift De Stijl voorstelt.  
Op 30 augustus 2019 werd voor zijn geboortehuis, Telingstraat 13 in Utrecht, een gedenksteen onthuld voor Theo van Doesburg, Oprichter van De Stijl.
De Stijl is in 2006 opgenomen in de Canon van Nederland van de commissie-Van Oostrom.